# Нижние Вязовые
Ни́жние Вязовы́е (тат. Карамалы Тау) — посёлок городского типа в Зеленодольском районе Татарстана. Центр муниципального образования Посёлок городского типа Нижние Вязовые.
Численность населения 7053 (2021) чел.
Посёлок расположен на правом высоком берегу Волги (Куйбышевское водохранилище), напротив города Зеленодольска.

## История

### Основание и ранняя история
Первое поселение на месте современных Нижних Вязовых было основано в 1555 году, вскоре после завоевания Казанского ханства Иваном Грозным. В середине XVII века деревня принадлежала Свияжскому Успенско-Богородицкому монастырю, который играл важную роль в хозяйственной и духовной жизни региона.
В 1764 году, в результате секуляризации церковных земель, Нижние Вязовые перешли в ведение Коллегии экономии, а их жители стали экономическими крестьянами. Основными занятиями населения были земледелие, скотоводство, работа на речных судах и пароходах, что объяснялось выгодным расположением у Волги.

### Развитие в XIX — начале XX века
Значительный толчок к развитию деревни дало строительство железной дороги. В 1893 году здесь открыли станцию «Москва-Казань», что способствовало росту торговли и транспортного сообщения.
К началу XX века Нижние Вязовые были довольно оживленным населённым пунктом. Здесь работали две мельницы, девять мелочных лавок, две чайные, пивная и винная лавки, что свидетельствовало о развитой местной экономике.

### Советский период
Во время Гражданской войны (1918—1920) в Нижних Вязовых располагался штаб Пятой армии Восточного фронта, что подчеркивает стратегическое значение поселка.
В 1920 году деревня вошла в состав Свияжского кантона Татарской АССР. В последующие годы здесь развивалась инфраструктура, а в 1957 году Нижние Вязовые получили статус посёлка городского типа, что подтвердило его важность как экономического и транспортного узла.
До 1990-х годов через посёлок проходила автодорога М-7 «Волга».

## Население
| 1959  | 1970  | 1979  | 1989  | 2002  | 2004  | 2006  |
| ----- | ----- | ----- | ----- | ----- | ----- | ----- |
| 8426  | ↘7766 | ↘7186 | ↘6011 | ↗8275 | ↘8200 | ↘8159 |
| 2007  | 2009  | 2010  | 2011  | 2012  | 2013  | 2014  |
| ↗8169 | ↗8184 | ↘8048 | ↘8036 | ↗8041 | ↗8083 | ↘8067 |
| 2015  | 2016  | 2017  | 2018  | 2019  | 2020  | 2021  |
| ↘8060 | ↘8022 | ↘7944 | ↘7858 | ↘7759 | ↘7697 | ↘7053 |

## Экономика
Предприятия сельского хозяйства. В посёлке расположены объекты ФСИН.
Строится мультимодальный логистический центр.

## Транспорт

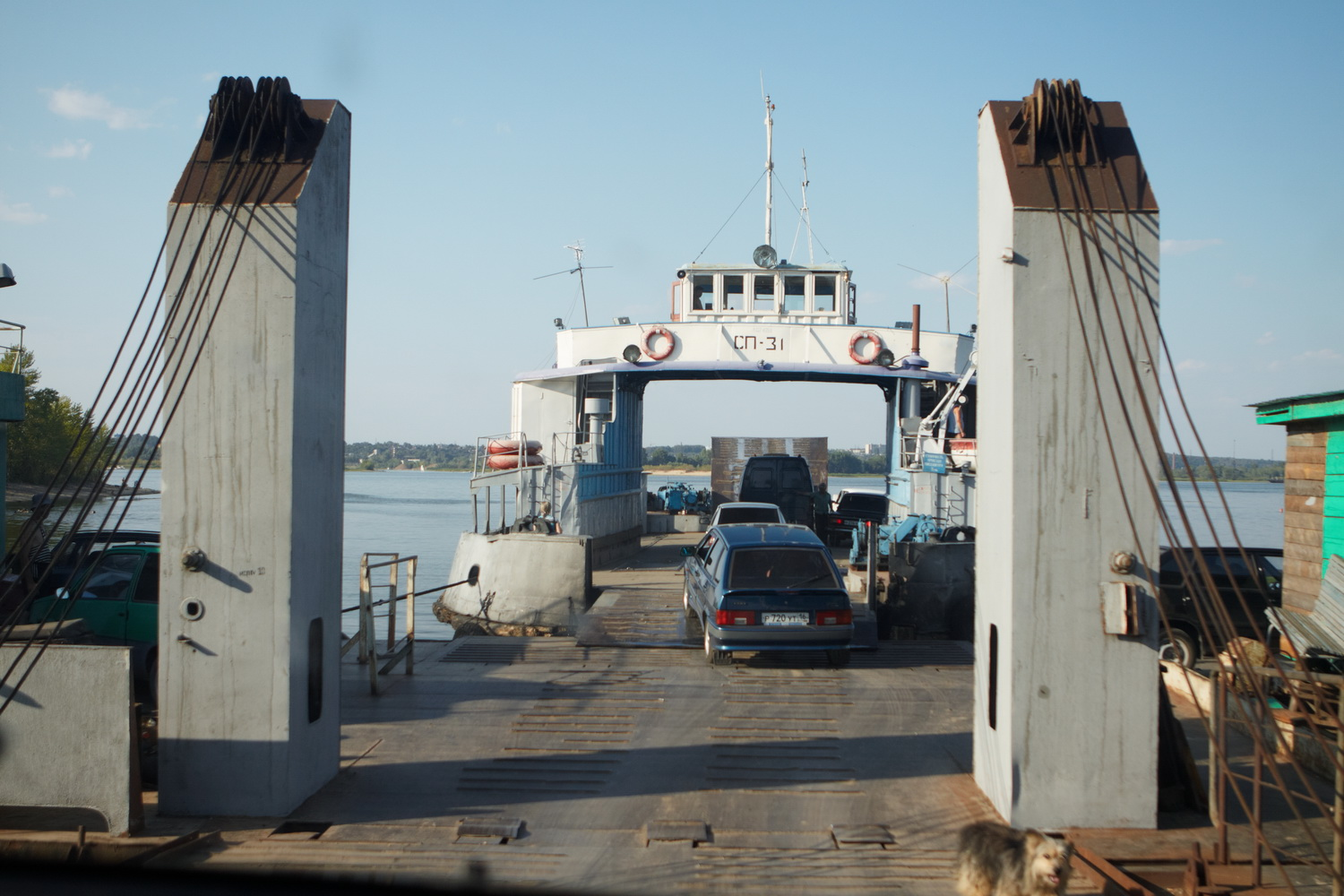
Паром в посёлке

С расположенным на левом берегу Волги Зеленодольском (около 2,5 км) посёлок связывает железнодорожный мост; для автотранспорта в летнее время действует паром, в зимнее — ледовая переправа.
В посёлке расположена железнодорожная станция Свияжск (ветки на Зелёный Дол, Канаш, Ульяновск). Пригородные электропоезда до Казани (около 40 км, время 1 час 10 минут).

## Достопримечательности
- Троицкая церковь (1735 год)[25].

## Инфраструктура
- поселковая врачебная амбулатория — филиал Зеленодольской ЦРБ с дневным стационаром на 10 коек и отделением скорой медицинской помощи.
- Дом культуры открыт 15 января 2013 года при участии Президента Татарстана Рустама Минниханова. В доме культуры есть все условия для проведения культурно-массовых мероприятий, занятий по вокалу, танцам, игре на музыкальных инструментах и т. д. В здании также размещается библиотека и опорный пункт милиции[26].
- часовня у моста через Волгу.
- в посёлке раньше функционировало 3 школы. После закрытия Кочемировской восьмилетий школы осталось две[источник не указан 3783 дня].